# Кащеев, Владимир Иванович
Влади́мир Ива́нович Каще́ев (род. 9 мая 1956, Таганрог) — российский историк.
Доктор исторических наук (1998, кандидат 1983), профессор (2000), профессор кафедры истории древнего мира Саратовского университета, в котором трудится с 1985 года. Почётный работник сферы образования Российской Федерации (2017).
В основе научных интересов В. И. Кащеева лежат проблемы антиковедения. Кандидатская диссертация 1983 года посвящена рассмотрению концепций внешней политики Рима в эллинистическом мире, включая «римский империализм», в западной науке об античности XX века. Несколько монографий (1993, 1997, 2014) и докторская диссертация (1998) анализируют политические и правовые инструменты в международных отношениях эпохи эллинизма: посольскую деятельность, межгосударственный арбитраж, систему договоров и союзов и тайную дипломатию. Многочисленные публикации в научных периодических и справочно-энциклопедических изданиях касаются вопросов истории науки об античности в Великобритании, Германии и России. Особое место среди интересов учёного занимает рецепция античного наследия в творчестве А. П. Чехова.

## Биография
В. И. Кащеев родился в Таганроге в семье рабочих Ивана Григорьевича и Ефросинии Яковлевны Кащеевых. С юности интересовался русской литературой и искусством, обучался в музыкальной школе по классу скрипки. В 1980 году окончил с отличием историко-филологический факультет (отделение истории) Казанского государственного университета, а в 1983 — аспирантуру там же, по специальности «Историография и источниковедение». Кандидат исторических наук (1983), защитил диссертацию «Борьба Рима за господство на Балканах в англо-американской историографии новейшего времени» (научный руководитель — А. С. Шофман; оппонировали В. И. Кузищин и И. И. Шарифжанов) в том же университете. Стажировался в Ленинградском государственном университете (1986, 1989), Комиссии по античной истории и эпиграфике Германского археологического института (Мюнхен, Германия, 1996), Университете Трира (Германия, 2000), Европейском культурном центре (Дельфы, Греция, 2000), Университете Дуйсбурга-Эссена (Германия, 2007), Санкт-Петербургском государственном университете культуры и искусств (2008), Софийском университете имени св. Климента Охридского (Болгария, 2015).
В 1998 году окончил докторантуру по специальности «Всеобщая история» (древний мир) в Саратовском университете, в котором защитил и диссертацию «Эллинистический мир и Рим: война, дипломатия и международное право в 220—146 годах до н. э.» (оппонировали профессора А. И. Зайцев, Ю. Г. Виноградов и Е. А. Молев). Являлся стипендиатом Фонда им. Александра фон Гумбольдта (Бонн, Германия) (1994—1996, 1999 годы).
В 2000 году совместно с профессором О. Ю. Климовым (СПбГУ) стал победителем конкурса грантов Министерства образования РФ по фундаментальным исследованиям в области гуманитарных наук. В 2001—2011 годах по совместительству преподаватель древнегреческого языка Саратовской духовной семинарии.
Состоял членом редакционного совета научного журнала «Philologia classica: исследования по классической филологии и истории антиковедения», СПбГУ (с 2009). Публиковался в «Вестнике древней истории», «Известиях Саратовского университета», в энциклопедии «Немцы России» (1999—2004. Т. 1—2), в «Словаре Петербургских антиковедов XIX — начала XX века» (2021. Т. I—II) и в «Российской исторической энциклопедии» (2022. Т. 11—12; 2023. Т. 13—14).
Член Российской ассоциации антиковедов, Российской ассоциации преподавателей древних языков, член-корреспондент Российской академии естествознания. Терминологический словарь «Теория и методология исторической науки» (2014) приводит Кащеева в числе ведущих российских специалистов в области антиковедения. Как отмечал А. П. Беликов, В. И. Кащеев исследовал проблему римского империализма в зарубежной историографии и историографию взаимоотношений Рима с эллинистическим миром.
Подготовил десятерых кандидатов наук; ученики В. И. Кащеева преподают в университетах Москвы, Санкт-Петербурга, Астрахани и Саратова. С 1990 года является руководителем (и основателем) научного семинара «Collegium classicum» при СГУ имени Н. Г. Чернышевского — «члены которого разделяют любовь к античности и классицизму», как отмечал его участник Илья Колесников.
Организатор конференции «Проблемы античной истории и классической филологии» (2001, 2010, 2015, 2017, 2021). С 2000 года член диссовета по историческим наукам на базе СГУ имени Н. Г. Чернышевского. Зарегистрирован в Федеральном реестре экспертов научно-технической сферы Минобрнауки РФ (с 2014 года).
Автор предисловия к работе А. К. Нефёдкина «Конница эпохи эллинизма» (Санкт-Петербург: Издательство Российского государственного педагогического университета, 2019).

## Научная деятельность
Как отмечали О. Ю. Климов и А. А. Синицын, в своей кандидатской диссертации «Борьба Рима за господство на Балканах в англо-американской историографии новейшего времени» (1983) В. И. Кащеев обратился к разбору дискуссий, проводившихся в западном антиковедении относительно оценок римской внешней политики в Греции. Особое внимание молодым учёным было уделено экономическим мотивам во внешней политике Римской державы: в советской историографии римская завоевательная политика объяснялась стремлением рабовладельческого государства к захвату богатств, земель и рабов. В западной науке в римской внешней политике III—II вв. до н. э. разные школы могли признавать наличие непосредственных экономических интересов (И. Гарлан и У. Харрис), но могли и не видеть в «агрессивном римском империализме» экономической мотивации (Э. Бэдиан и Э. Грюэн).
Докторская диссертация В. И. Кащеева «Эллинистический мир и Рим: Война, дипломатия и международное право в 220—146 годах до н. э.» (1998) основывалась на материале двух монографий учёного: «Эллинистический мир и Рим: война, мир и дипломатия» (1993) и «Из истории межгосударственных отношений в эпоху эллинизма: два очерка» (1997). В указанных работах рассматривалась история международных отношений в Восточном Средиземноморье когда Римская республика осуществляла экспансию в Балканскую Грецию и эллинистические государства на Востоке. Исследователь анализировал технологию выстраивания международных отношений, и политические и правовые инструменты, применявшиеся в ту эпоху. В первую очередь в круге его внимания оказались практики посольской деятельности, межгосударственного арбитража, использования заложников, договорная система, царская переписка и тайная дипломатия. Это позволило сформировать комплексное представление о культуре международных отношений эллинистического мира.
В сферу научных интересов В. И. Кащеева входят вопросы историографии и источниковедения античной истории, рецепции греко-римского культурного наследия, истории отечественной и зарубежной науки об античности, изучения и преподавания древней истории и классической филологии в университетах Германии и России. Особое место среди интересов учёного занимает исследование античных мотивов, реалий античной культуры и латинского языка в художественной прозе, драматургии и письмах А. П. Чехова. В. И. Кащеев — участник международных чеховских конференций в Мелихове, Таганроге, Саратове, Ялте и Софии. По теме «Чехов и античность» исследователем опубликовано около десяти статей.

## Публикации
- Эллинистический мир и Рим: война, мир и дипломатия в 220—146 годах до н. э. — М. : Греко-латинский кабинет Ю. А. Шичалина ; Саратов : Изд-во МП «Литера II», 1993. — 371, [1] с. — ISBN 5-87245-007-9.
- Из истории межгосударственных отношений в эпоху эллинизма: два очерка. — М. : Греко-лат. кабинет Ю. А. Шичалина, 1997. — 127 с. — ISBN 5-87247-032-X.
- Schiedsgericht und Vermittlung in den Beziehungen zwischen den hellenistischen  Staaten und Rom :  [нем.] // Historia. Zeitschrift für Alte Geschichte / Revue d'Histoire  Ancienne / Journal of Ancient History / Rivista di Storia Antica. — 1997. — Bd. 46, № 4. — S. 419–433. — ISSN 0018-2311.
- Хрестоматия по истории древнего мира: Эллинизм. Рим / под ред. В. Г. Боруховича и др. — М.: Греко-латинский кабинет Ю. А. Шичалина, 1998. — 525 с. — ISBN 5-87245-030-3. (один из авторов)
- Фрэнк У. Уолбанк и его концепция эллинистической культуры // Историографический сборник. — Саратов : Изд-во Саратовск. ун-та, 2002. — Вып. 20. — С. 123—152. — ISSN 0130-6839.
- Кащеев В. И., Синицын А. А. Colloquium classicum—II: Проблемы античной истории и классической филологии. К XX-летию научного семинара «Collegium classicum» // Античный мир и археология: межвуз. сб. науч. тр. / под ред. В. И. Каца. — Вып. 14. — Саратов : Научная книга, 2010. — С. 418—431. — ISSN 0320-961X.
- К 100-летию со дня рождения Фрэнка Уильяма Уолбанка (1909—2008) // Вестник древней истории. — 2010. — № 3. — С. 229—233.
- Культура на рубеже эпох и цивилизаций: эллинистический мир: учебно-методическое пособие к спецкурсу. — Саратов : Изд. центр «Наука», 2012. — 23 с. — ISBN 978-5-9999-1507-8 (соавтор: О. Ю. Климов)
- Творцы дипломатии в эллинистическом мире: глашатаи, послы, третейские судьи. — М. : Греко-латинский кабинет Ю. А. Шичалина, 2014. — 198, [1] с. — Библиогр.: с. 193—199. — Указ.: с. 165—192. — 500 экз. — ISBN 978-5-87245-179-2
- Nikodim P. Kondakov and Mikhail I. Rostovtzev: A Teacher and His Disciple // Hyperboreus. Studia Classica. — Petropoli; München, 2021. — Vol. 27, fasc. 1. — P. 50—85. — ISSN 0949-2615.
- «Здравствуй, ut consecutivum»: формы латинской грамматики и формы жизни в жизненной драме Федора Ильича Кулыгина // А. П. Чехов: pro et contra : антология / сост., вступ. статья, коммент. И. Н. Сухих. — СПб. : Издательский дом «РХГА», 2022. — Т. 4. Современные аспекты исследования (2000—2020). — C. 442—465. — ISBN 978-5-604-43734-6.
- Историк А. С. Шофман и его научное окружение // Учен. зап. Казан. ун-та. Сер. Гуманит. науки. 2023. — Т. 165, кн. 4—5. — С. 7—26. — ISSN 2541-7738.